# Trachyaphthona bidentata
Trachyaphthona bidentata es una especie de insecto coleóptero de la familia Chrysomelidae.
Fue descrita científicamente en 1980 por Chen & Wang.